# Otto von Leitgeb
Otto von Leitgeb (Pola, 24 ottobre 1860 – Klagenfurt, 2 ottobre 1951) è stato uno scrittore austriaco.

## Biografia
Nato a Pola, era figlio di un ufficiale della Marina Militare imperial-regia. La famiglia Leitgeb era originaria della Franconia, ma si era trasferita in Carinzia già nel XV secolo. I nonni di Otto erano contadini, ma il padre Georg aveva abbandonato la tradizione familiare e  fatto carriera nell'esercito, e sposato Emilia Laban, la cui famiglia era invece di origine francese (il nome originario era La Banne).
I Leitgeb, genitori di sei figli, si spostarono molto a causa della professione di Georg, e furono a Fiume, Venezia e Pola, dove nacque il loro quarto figlio, Otto. Dopo un breve periodo a Trieste la famiglia si trasferì a Gorizia quando Otto aveva nove anni. Qui lo scrittore frequentò lo Staatsgymnasium, potendo scegliere di seguire il corso di studi in lingua tedesca. In seguito studiò giurisprudenza a Vienna, ma fu studente ospite anche ad Heidelberg, e Innsbruck, laureandosi infine a Graz. La morte del padre lo costrinse a ritornare a  Gorizia, dove rimase la maggior parte della sua lunga vita, e dove scrisse la parte più saliente della sua opera letteraria. A Gorizia lavorò come segretario del barone von Ritter, grazie all'amicizia con la figlia di questo, la baronessa Louise von Ritter-Zahony, e fece pratica come avvocato. Nel 1906 sposò Antonia von Reyer, nipote di Anton von Prockesch-Osten, diplomatico ai tempi del Metternich. Il matrimonio ebbe luogo a Graz, città natale di lei, ma la coppia si ritirò a vivere a Gorizia, dove, grazie alla ricchezza della moglie, Otto poté abbandonare la vita lavorativa e dedicarsi completamente alla letteratura. Dopo la stagione letteraria goriziana, allo scoppio della prima guerra mondiale iniziò a soggiornare per lunghi periodi in Carinzia, dove si trasferì definitivamente nel 1933, vivendo a Sandhof, presso Klagenfurt, dove rimase fino alla morte. Leitgeb crebbe in un ambiente familiare impregnato di cultura tedesca, e a Gorizia, la Nizza Austriaca, città fortemente multietnica, frequentò prevalentemente la classe dirigente cittadina, in maggioranza austriaca. Fu inevitabile però, fin dall'inizio della sua vita, la relazione ed il confronto con la realtà circostante, dove l'elemento italiano, quello friulano e quello sloveno preponderavano su quello nativo, influenzando fortemente la sua opera letteraria.
Il frutto della sua attività letteraria sono oltre 40 novelle, raccolte in sei volumi, tutti pubblicati presso case editrici tedesche. Una decina di queste novelle sono ambientate in Friuli. Mentre nelle prime novelle di ambiente friulano si rivela un tratto autobiografico, e  i protagonisti sono aristocratici che riportano il loro sguardo sulla realtà italiana circostante, nella sua produzione successiva, quella artisticamente più significativa, Leitgeb entra profondamente nel mondo contadino e borghese del Friuli, raccontando vicende di contadini aquileiesi e piccola borghesia goriziana, con tocco leggero e umoristico. Leitgeb fu autore anche di diversi romanzi. Il suo capolavoro viene considerato il suo romanzo Die stumme Mühle, una ripresa del tema delle Affinità elettive di Goethe. Il suo romanzo Sidera Cordis è ambientato a Marano e a Venezia, e riprende un  avvenimento storico del XVI secolo, la presa di Marano da parte dei Veneziani, raccontando vicende private di fantasia sullo sfondo della realtà storica. Delle opere successive al 1918, un altro romanzo, Diana Manin, anche questo ambientato in Friuli, fu pubblicato a puntate sulla rivista 'Die Neue Zeit'. Nel 1914 apparve l'unica traduzione italiana di quattro novelle ad opera di Luigi Girardelli.

## Opere
- Aus dem Leben einer Geige. Novelle (1891)
- Ausklang. Zwei Novellen (Schwester Brigitte, Ein Geigenlied) (Leipzig 1896)
- In memoriam. Novelle
- Psyche. Novellen (Stuttgart 1899)
- Um Liebe. Vier Novellen (Stuttgart,1900)
- Das Gänsemännlein. Eine Erzählung (Stuttgart, 1900)
- Sidera cordis. Ein Roman aus Friaul (Stuttgart und Leipzig 1901)
- Der verlassene Gott. Novellen, (Stuttgart,1901)
- Die stumme Mühle. Roman, (Berlin, 1.Auflage 1903)
- Bedrängte Herzen, Novellen(Berlin,1905)
- Sonnensplitter. Roman (Berlin,1907)
- Das Hohelied. Novellen (Berlin,1913)
- Die Wette des Herrn Rehmer-Lenz, su "Sonderabdruck aus Westermanns Illustrierten Deutschen Monatsheften" (luglio 1929, quad. 875)
- Telefort 161808 (idem, 1930)
- Diana Manin, a puntate su 'Die Neue Zeit" a partire dal 24 dicembre 1953.